# Alec Van Hoorenbeeck
Alec Van Hoorenbeeck (Mortsel, 30 dicembre 1998) è un calciatore belga, difensore del Twente.

## Carriera
Cresciuto nel settore giovanile del Malines, esordisce in prima squadra il 24 agosto 2019, disputando l'incontro di Pro League perso per 2-1 contro l'Ostenda. Nel gennaio 2020, dopo solo una presenza in campionato, viene ceduto in prestito fino al termine della stagione all'Heist, in terza divisione. In estate viene prestato all'Helmond Sport, formazione della seconda divisione olandese.

## Statistiche

### Presenze e reti nei club
Statistiche aggiornate al 3 settembre 2022.
| Stagione        | Squadra         | Campionato      | Campionato | Campionato | Coppe nazionali | Coppe nazionali | Coppe nazionali | Coppe continentali | Coppe continentali | Coppe continentali | Altre coppe | Altre coppe | Altre coppe | Totale | Totale |
| Stagione        | Squadra         | Comp            | Pres       | Reti       | Comp            | Pres            | Reti            | Comp               | Pres               | Reti               | Comp        | Pres        | Reti        | Pres   | Reti   |
| --------------- | --------------- | --------------- | ---------- | ---------- | --------------- | --------------- | --------------- | ------------------ | ------------------ | ------------------ | ----------- | ----------- | ----------- | ------ | ------ |
| 2018-2019       | Malines         | D2              | 0          | 0          | CB              | 0               | 0               |                    | -                  | -                  |             | -           | -           | 0      | 0      |
| 2019-gen. 2020  | Malines         | D1              | 1          | 0          | CB              | 0               | 0               |                    | -                  | -                  | SB          | 0           | 0           | 1      | 0      |
| gen.-giu. 2020  | Heist           | D3              | 7          | 0          | CB              | -               | -               |                    | -                  | -                  |             | -           | -           | 7      | 0      |
| 2020-2021       | Helmond Sport   | 1D              | 38         | 3          | CO              | 1               | 0               |                    | -                  | -                  |             | -           | -           | 39     | 3      |
| 2021-2022       | Malines         | D1              | 13+4       | 0          | CB              | 2               | 0               |                    | -                  | -                  |             | -           | -           | 19     | 0      |
| 2022-2023       | Malines         | D1              | 7          | 0          | CB              | 0               | 0               |                    | -                  | -                  |             | -           | -           | 7      | 0      |
| Totale carriera | Totale carriera | Totale carriera | 70         | 3          |                 | 3               | 0               |                    | -                  | -                  |             | 0           | 0           | 73     | 3      |